# فابریزیو آنزالونه
فابریزیو آنزالونه (انگلیسی: Fabrizio Anzalone؛ زادهٔ ۲۴ ژوئیهٔ ۱۹۷۸) بازیکن فوتبال اهل ایتالیا است.
از باشگاه‌هایی که در آن بازی کرده‌است می‌توان به باشگاه فوتبال جنوآ، باشگاه فوتبال کرمونزه، و باشگاه فوتبال اسپتزیا اشاره کرد.